# Сејшелски креолски
Сејшелски креолски (Seychellois Creole, такође и Kreol) је lingua franca Сејшела. Он дели статус званичног језика са енглеским и француским језиком на овим острвима.
Од стицања независности 1976, влада Сејшела је настојала да развије креолски као засебан језик. У ту сврху, основан је Институт за креолски језик Lenstiti Kreol (l'Institut créole). 
Правила писања у креолском су знатно упрошћена у односу на француски језик, као што се може видети из примера: 
српски: Морамо да радимо заједно да би изградили будућност.
креолски: Nou tou bezwen travay ansamn pou kree nou lavenir.
француски: Nous tous avons besoin de travailler ensemble à créer notre avenir.
У креолском, члан (у француском le, la и les) је спојен са речју, на пример lavenir (француско avenir). Присвајање се изражава заменицом, тако да је „наша будућност“ nou lavenir, или буквално „ми будућност“.